# Luftbrunnen
Als Luftbrunnen werden unterschiedliche Anlagentypen bezeichnet, bei denen Luft entweder durch unterirdische Hohlräume oder das Erdreich strömt oder bei denen durch Kondensation Feuchtigkeit aus der Umgebungsluft gewonnen wird.

## Luftbrunnen als Erdwärmeübertrager
In den meisten Luft-Erdwärmeübertragern wird die Luft durch Rohrleitungen geführt. Im Sonderfall eines Luftbrunnens strömt die Luft stattdessen entweder direkt durch durchlässiges Erdreich, durch Kiespackungen oder durch andersartige unterirdische Hohlräume.
Eine Radonbelastung der transportierten Luft durch direkten Kontakt mit Erdreich oder radonbelastetes Gestein bei Schotterschüttung sollte aus gesundheitlichen Gründen vermieden werden. Der Kontakt mit dem Erdreich kann durch den Einbau einer Folie zwischen eingebrachtem Schotter und dem Erdboden vermieden werden.

## Luftbrunnen zur Schadstoffbeseitigung
Zur Altlastenbeseitigung und Dekontaminierung von Erdreich, welches mit leichtflüchtigen Lösemitteln belastet ist, werden Luftbrunnen angelegt, aus denen die Bodenluft abgesaugt werden kann, etwa mit Seitenkanalverdichtern oder Drehschieber-Kompressoren. Typischerweise werden hierzu Bohrungen mit einem Durchmesser von 300 mm vorgenommen und mit Filterschlitzrohr und Filterkies ausgefüllt. Die Abdichtung zur Umgebungsluft erfolgt durch Quellton oder Beton.

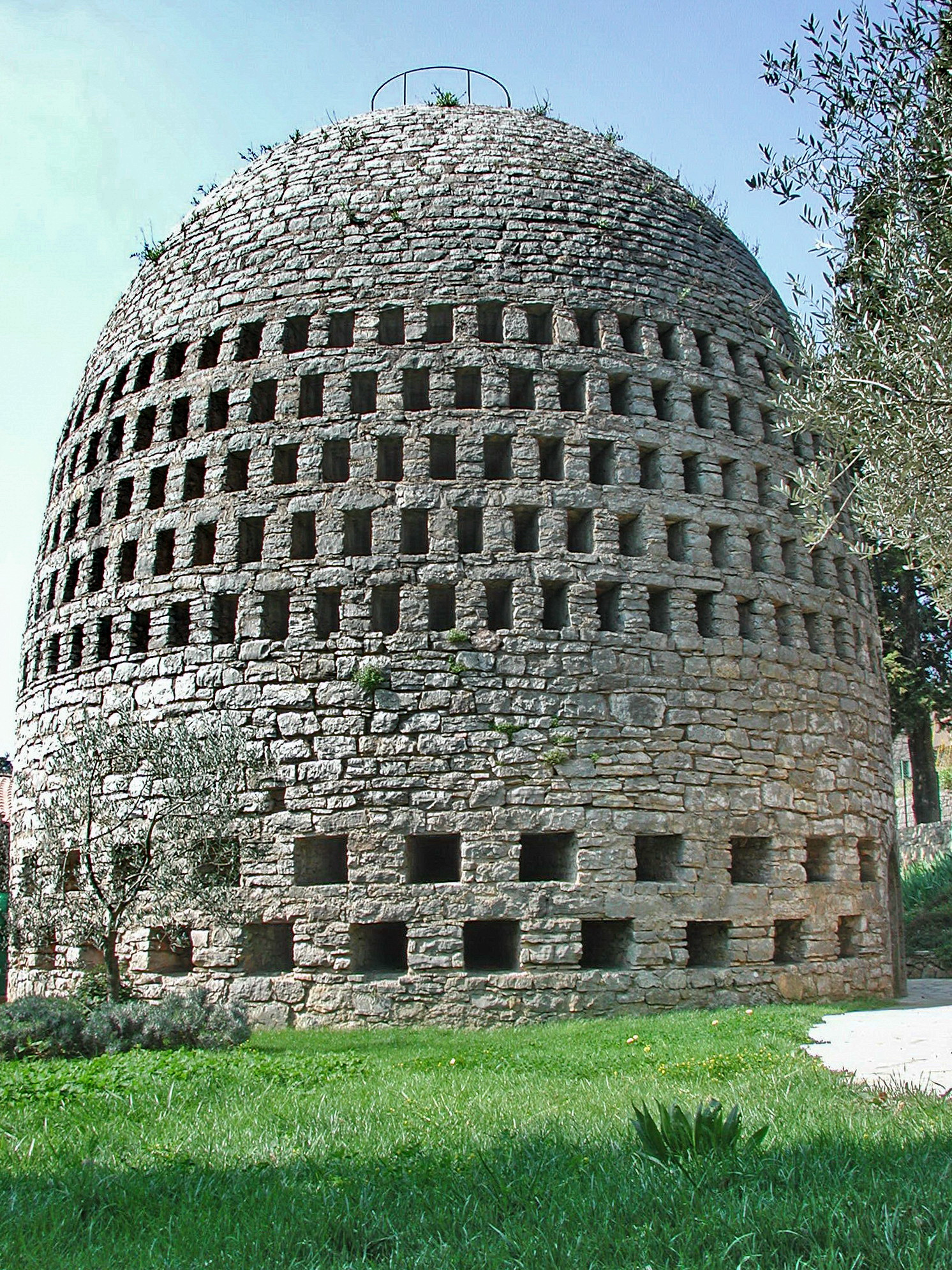
Luftbrunnen von Trans-en-Provence

## Luftbrunnen zur Gewinnung von Tauwasser
Schon in der Antike waren Luftbrunnen (französisch „Puits aerien“, englisch „Air well“ (condenser)) bekannt. Sie dienten der Raumkühlung und Wassergewinnung aus der Luft. Die bisher älteste bekannte Anlage dieser Art ist der Luftbrunnen, der von den Hunnen zerstörten, ursprünglich griechischen Kolonie Teodosia auf der Krim aus dem 4. Jahrhundert v. Chr.
Das Prinzip beruht auf der hohen Temperaturdifferenz zwischen Außen- und Innen- bzw. zwischen Tages- und Nachttemperatur, die die Luftfeuchtigkeit kondensieren lässt.
Ob es möglicherweise ältere Brunnen gibt, welche dem Konstruktionsprinzip des in der Oeconomischen Encyclopädie von Johann Georg Krünitz  beschriebenen unterirdischen Luftbrunnens entsprechen, wird derzeit von Archäologen und Ingenieuren anhand des Brunnens von Santa Cristina bei Paulilatino in Sardinien erforscht. Es ist noch unklar, ob die produzierte Menge an Wasser ausreichend war, um die Wassergewinnung als Grund der Erbauung annehmen zu können.

### Knapens Luftbrunnen

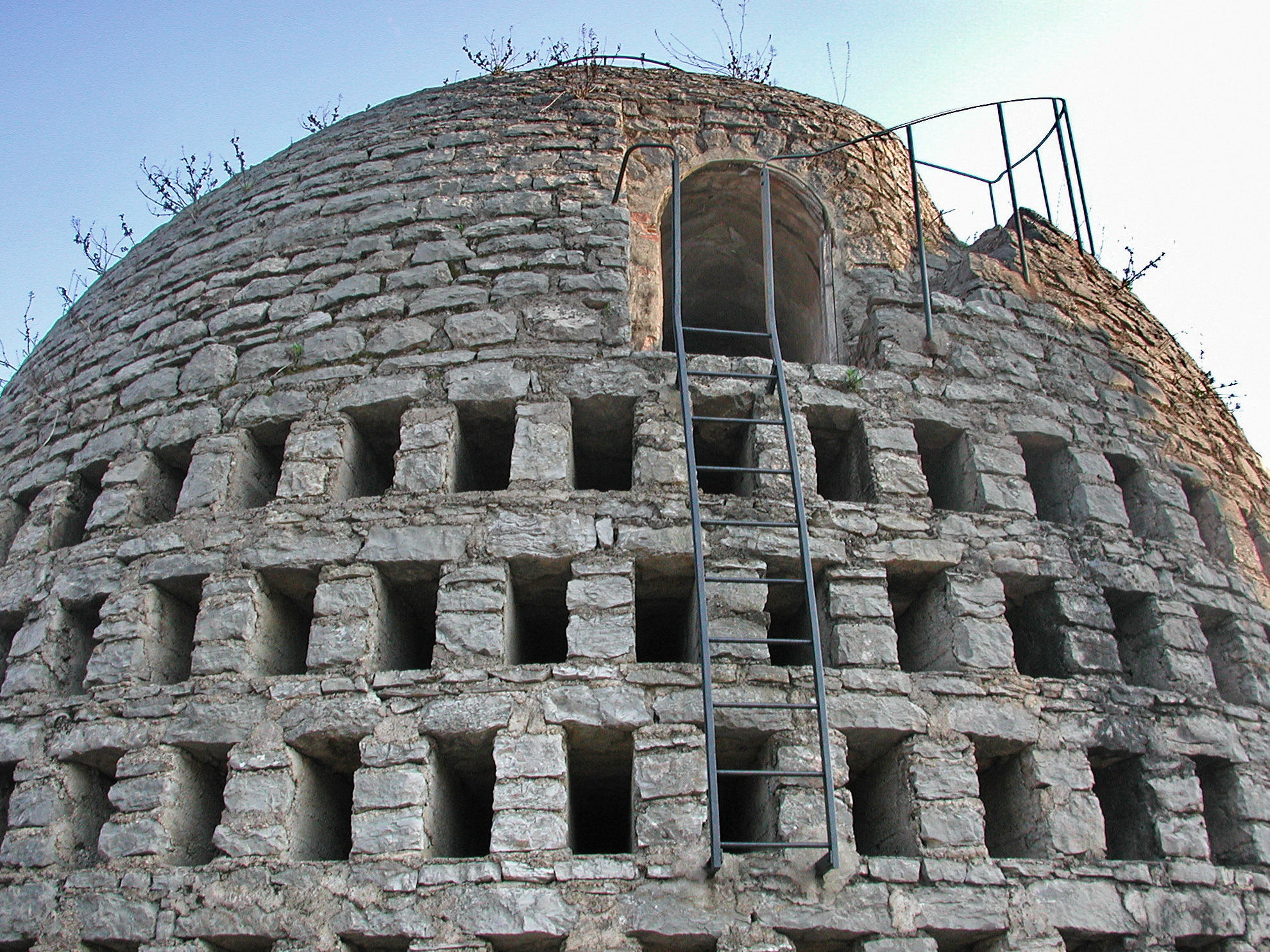
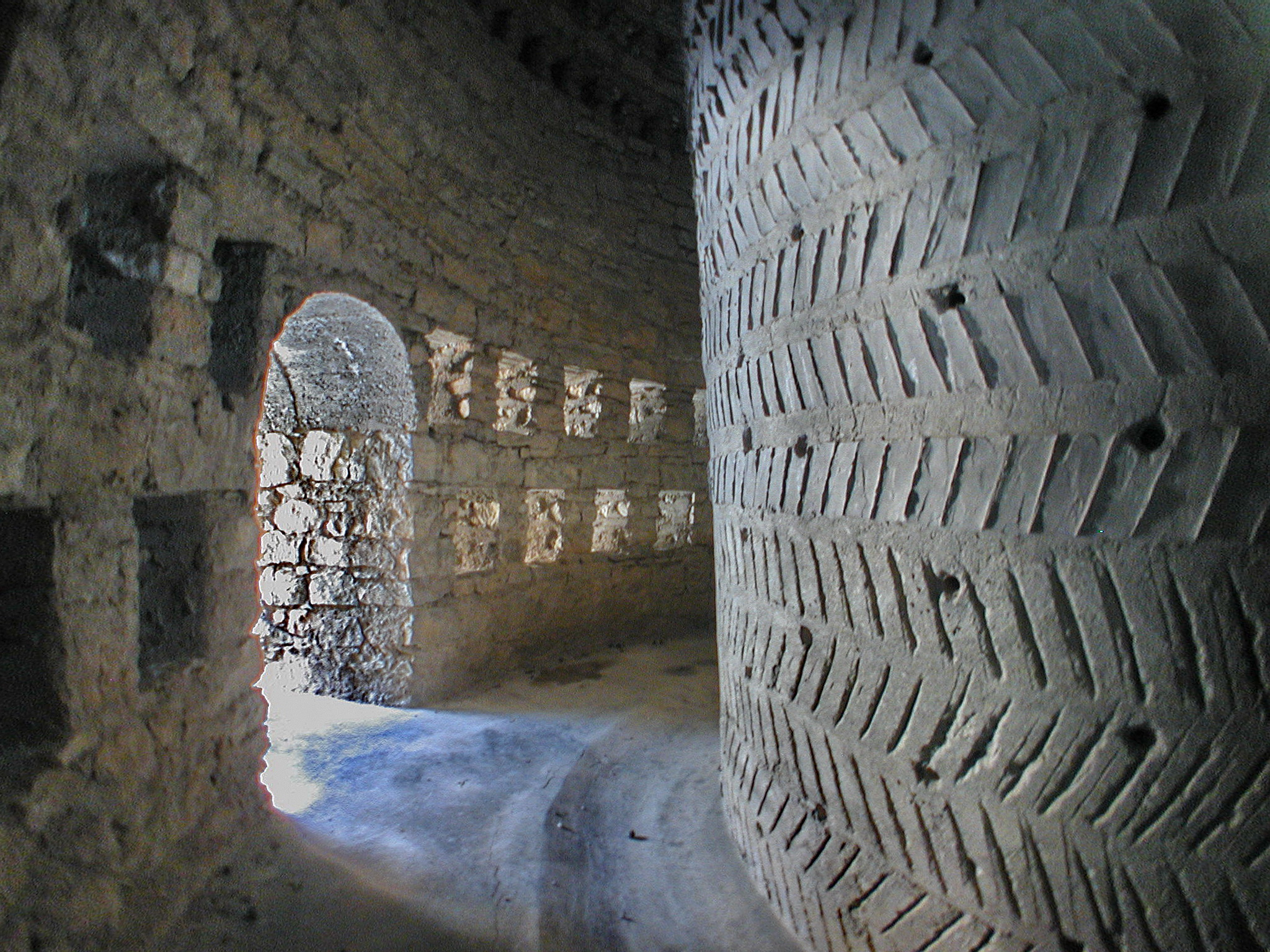

Der belgische Ingenieur Achille Knapen hatte sich mit den Möglichkeiten beschäftigt, Bauwerke zu entfeuchten.
Inspiriert durch die Arbeit des Franzosen Leon Chaptal erbaute er 1931 innerhalb von 18 Monaten einen Luftbrunnen auf einem 180 Meter hohen Hügel über Trans-en-Provence.
Der heute etwas baufällige Turmbau in Trans-en-Provence ist 14 Meter hoch, hat Wanddicken bis zu 3 Meter und erregte bei seiner Erbauung das öffentliche Interesse.
Die feuchtwarme Außenluft kann durch eine Anzahl von Öffnungen ins Innere strömen, kühlt sich an einer massiven Betonsäule ab, sinkt herab und tritt weiter unten wieder aus dem Bauwerk aus. Beim Abkühlen kondensiert die in der Luft enthaltene Feuchtigkeit an der Säule und wird aufgefangen.
Nach Chaptals Erkenntnissen sollte die Kondensationsfläche rau sein und eine niedrige Oberflächenspannung besitzen. Die zentrale Betonsäule wurde daher mit hervorstehenden Schieferplatten bestückt, deren sichtbare Kanten nahezu vertikal ausgerichtet waren, um den Abfluss zu begünstigen. Die Wasserausbeute war jedoch enttäuschend und lag nur bei wenigen Litern pro Tag.

### Technische Anlagen
Seit dem 21. Jahrhundert werden Metallorganische Gerüstverbindungen erprobt, die in der Lage sind auch kleine Mengen Luftfeuchtigkeit in trockenen Regionen zu adsorbieren. 2019 konnte mit einem Kilogramm MOF-303 bis zu 1,3 Liter Wasser pro Tag gewonnen werden. Die Erfinder gehen allerdings von einer zukünftigen Steigerung auf acht bis zehn Liter pro Tag aus.

## Luftbrunnenanlage des Wiener Burgtheaters
Das Wiener Burgtheater wird nach wie vor über eine komplexe Luftbrunnenanlage mit konditionierter Frischluft versorgt. Dieses Belüftungssystem, das in seinen wesentlichen Teilen seit den 1880er Jahren unverändert erhalten geblieben ist, belegt, wie Gebäudekonditionierung über einen langen Zeitraum hinweg energieeffizient bewerkstelligt werden kann.
Die Zuluft sinkt durch das Einlaufwerk, einem Brunnenschacht mit sechs Metern Durchmesser, in eine Tiefe von zehn Metern unter Bodenniveau. Von dort führt ein einhundert Meter langer Tunnel die Zuluft, welche nun durch Bodenenergie konditioniert wird, zur Lüftungszentrale. Im Winter wärmt der Erdmassespeicher die kalte Außenluft vor, während im Sommer die heiße Außenluft abgekühlt wird. Analoge Prozesse laufen zum Luftfeuchtigkeitsausgleich ab, wobei die mit porösem Kalkputz überzogenen Ziegelmauern des Zulufttunnels als Feuchtigkeitspuffer dienen. Über die unterirdische Lüftungszentrale wird die Zuluft nun weiter spezifisch nach Bedarf konditioniert und über ein hochkomplexes System aus Gängen, Schächten und Kammern im gesamten Gebäude verteilt.
Der höchste Dachpunkt des Wiener Burgtheaters wird von der Auslassöffnung des historischen Belüftungssystems, den sogenannten „Blasengel“, eingenommen. Diese figurale Blechtreibarbeit, ist in ihrer technischen Funktion eine Windfahne, welche die Austrittsöffnung des Fortluftkanals selbstregulierend mit reiner Windenergie seit über 130 Jahren fortwährend ins Lee dreht.

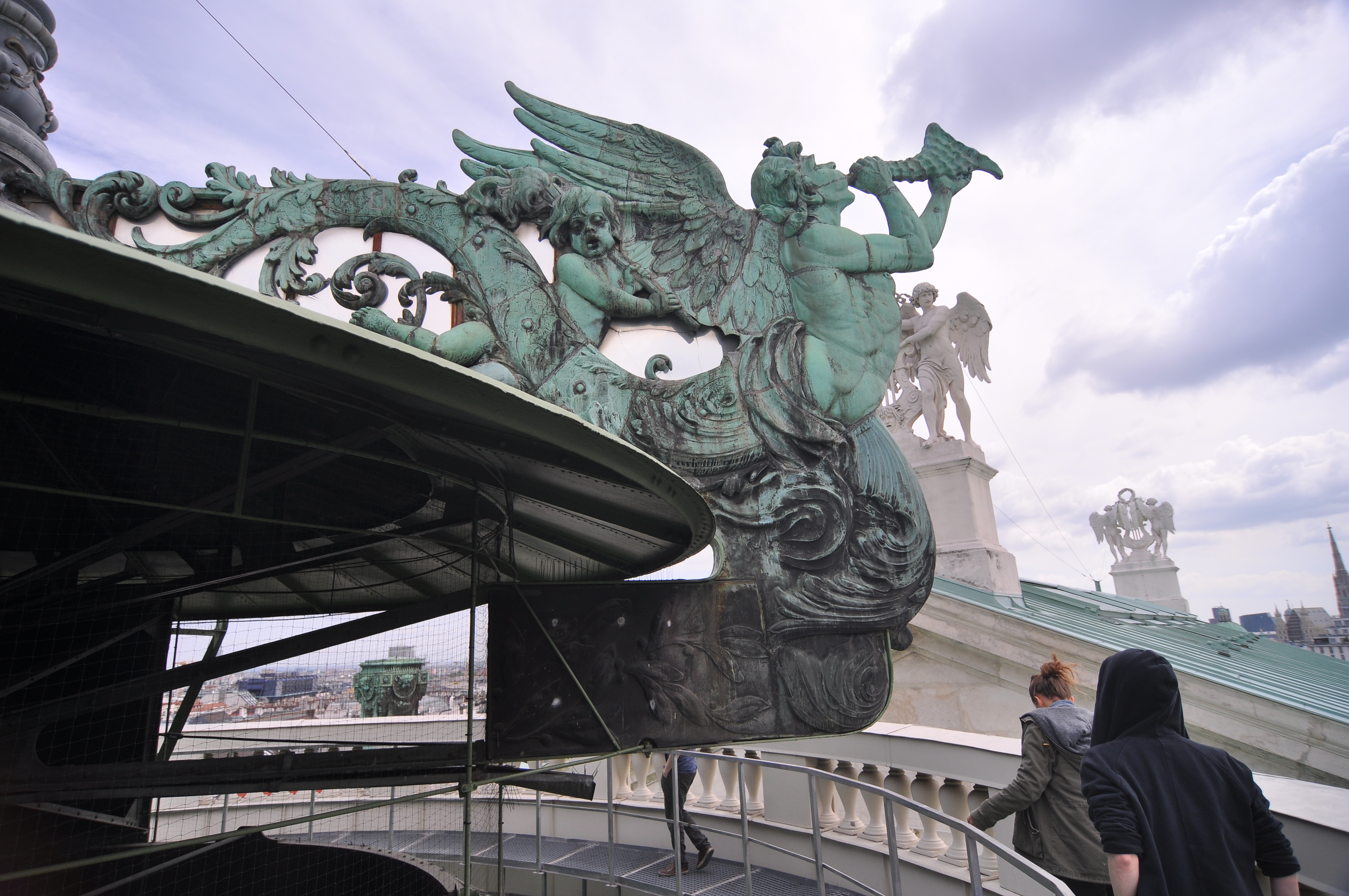
Auslassöffnung der Fortluft über Dach

### Lufthygiene
Die Thematik einer hygienisch notwendigen und krankheitspräventiven Lüftungs- und Heizungstechnik hat im 19. Jh. vom (Militär-)Spitalswesen ihren Ausgang genommen. Am Josephinum (Wien) bzw. im daran angeschlossenen Garnisonsspital führte der Chirurg Dr. Carl Böhm (1827–1901) ab 1860 systematisch Experimente und vergleichende Untersuchungen durch. Nach den daraus gewonnenen Erkenntnissen, dem Prinzip der Krankheitsprophylaxe durch Lufthygiene, plante Carl Böhm auch die Luftbrunnenanlage des Wiener Burgtheaters. Einer der nach wie vor bedeutenden Vorzüge des Böhm'schen Belüftungssystems im Burgtheater besteht darin, dass die Zuluft großflächig durch den Boden des Parketts einströmt und sogleich senkrecht nach oben durch die Decke des Zuschauerhauses abgeführt wird. Dabei kommt es zu keiner Querverteilung potenziell kontaminierter Luft, wodurch ein mögliches Infektionsrisiko minimiert wird.

## Ähnliche Wärmeüberträger

### Luftsiphon
Eine einfache Variante einer Luftvorwärmung wird durch einen sogenannten „Luftsiphon“ erreicht, der am Boden eines Schachtes oder eines ungenutzten Hausbrunnens mündet. Ein Luftsiphon ohne Luftvorwärmung besteht beispielsweise aus einem Luftkanal, der von einem Kellerfenster, einem Luftschacht oder einer Lüftungsöffnung zum Kellerboden geführt und den Eintritt von Frischluft ermöglicht, die etwa von einer raumluftabhängigen Heizanlage benötigt wird, während zugleich des Entweichen warmer aufsteigender Raumluft nach außen verhindert wird. Kalte Außenluft, die zunächst zum Boden eines Schachtes sinkt, erwärmt sich beim Aufsteigen an den Wänden des Schachts. Zu beachten ist, dass im Schacht befindliche Wasserleitungen im Winter einfrieren können.

### Hypotauscher im Wintergarten
In Wintergärten wird mitunter ein sogenanntes „Hypotauscher“-System eingesetzt, mit dem Überhitzung und Zugluft vermieden werden können. In der warmen Luft im Wintergarten verdunstet Wasser (Gießwasser oder Springbrunnenwasser) und entzieht damit der Luft Wärme; die aufgestiegene feuchte Luft wird an der höchsten Stelle des Wintergartens mechanisch abgesaugt und durch Hypokausten-Rohre geleitet, die im Fußboden oder den Wänden des Gebäudes verlegt sind. In den Hypokausten kondensiert der Wasserdampf und die dabei freigesetzte Kondensationsenthalpie wird an das Bauwerk abgegeben. Die entfeuchtete Luft wird anschließend wieder in den Wintergarten geleitet und ermöglicht die weitere Abkühlung durch Verdunstung.